# Teatro de formas animadas
O teatro de formas animadas, ou teatro de animação, é um gênero teatral que inclui bonecos, máscaras, objetos,sombras ou formas , representando o homem, o animal ou ideias abstratas.

## Conceito
O termo "teatro de formas animadas", veio diferenciar, na segunda metade do século XX entre 1941 e 1960, outras designações mais comuns como "teatro de marionetas", "teatro de fantoches" ou "teatro de bonecos", por apresentar uma definição mais abrangente e um conceito mais preciso, aplicado a uma forma artística que também encontra expressão paralela no cinema, na televisão e - mais atualmente - no ciberespaço. Trata-se de definir um conjunto de técnicas nos quais recursos visuais inanimados ganham vida através da intervenção de um ou mais atores-manipuladores. Uma vez animadas, estas matérias inertes passam a representar personagens autônomas, transmitindo conteúdos vitais e conflitos existenciais. Neste caso, podemos incluir acertadamente todo o tipo de bonecos animados (marionetas e fantoches, entre outros), máscaras, sombras e silhuetas, animação de objetos, imagem manipulada, etc., sendo distinguidas destas por trabalhar mesclando tais recursos.

## Tipos
Na sua vertente tradicional, as marionetes, mamulengos e algumas manifestações asiáticas, como o teatro de bonecos aquáticos, as formas animadas envolvem um patrimônio artístico mundial de grande valor, cuja manifestação se encontra em risco de desaparecer. Em seu lugar, novas expressões surgem, utilizando-se das mais diferentes matérias. Rituais e festas populares são eventos em que recursos animados têm um papel central.Em Portugal, temos exemplos como o do teatro de fantoches conhecido como "Dom Roberto", os "Bonecos do Santo Aleixo" ou as festividades com mascarados em Trás-os-Montes, Lamego e Vale de Ílhavo que, por mais de uma vez, estiveram à beira da extinção. Somente o conhecimento, registro e preservação deste tipo de acervo poderá oferecer às novas gerações bases sólidas para a criação de novos rumos no panorama artístico desta arte tererê.
Torna-se, assim, muito importante valorizar as formas animadas, reconhecendo alguns casos escrevendo a sua história e traçando o seu futuro.